# Grażyna Lwów
Grażyna Lwów – polski klub piłkarski z siedzibą w mieście Lwów, działający w latach 1925–1928.

## Historia
Chronologia nazw:
- 1925: K.S. [Klub Sportowy] Grażyna Lwów
- 1928: klub rozwiązano

Klub Sportowy Grażyna został założony we Lwowie na początku lat 20. XX wieku. W 1925 roku drużyna zadebiutowała w rozgrywkach Klasy C podokręgu Lwów Lwowskiego OZPN. W 1927 zespół debiutował w Klasie B, podokręg Lwów, ale nie utrzymał się w klasie B. W 1928 zespół po raz ostatni grał w podokręgu Lwów Klasy C, po czym klub został rozwiązany.

## Sukcesy

### Trofea międzynarodowe
Nie uczestniczył w rozgrywkach europejskich (stan na 31-05-2025).

### Trofea krajowe
| \| \| Zdobyte trofea w rozgrywkach Polski (stan na: 31-05-2025) \| |                                                           |      |          |
| Rozgrywki                                                          | Osiągnięcie                                               | Razy | Sezon(y) |
| Mistrzostwo                                                        | I miejsce                                                 | 0    |          |
| Mistrzostwo                                                        | II miejsce                                                | 0    |          |
| Mistrzostwo                                                        | III miejsce                                               | 0    |          |
| Puchar                                                             | zdobywca                                                  | 0    |          |
| Puchar                                                             | finalista                                                 | 0    |          |
| II liga                                                            | I miejsce                                                 | 0    |          |
| II liga                                                            | II miejsce                                                | 0    |          |
| II liga                                                            | III miejsce                                               | 0    |          |
| Polska                                                             | Zdobyte trofea w rozgrywkach Polski (stan na: 31-05-2025) |      |          |

## Poszczególne sezony

### Rozgrywki międzynarodowe

#### Europejskie puchary
Klub nie uczestniczył w rozgrywkach europejskich.

### Rozgrywki krajowe
| \| Polska \| Bilans występów klubu w rozgrywkach piłkarskich Polski (Stan na 31 maja 2025 r.) \| \| |                                                                                  |        |       |   |   |   |    |    |     |                 |        |        |      |
| Poziom                                                                                              | Rozgrywki                                                                        | Sezony | Mecze | Z | R | P | B+ | B– | Pkt | Lata            | Awanse | Spadki | Naj. |
| I                                                                                                   | Liga                                                                             | 0      |       |   |   |   |    |    |     |                 |        |        |      |
| II                                                                                                  | Klasa A / Liga Okręgowa                                                          | 0      |       |   |   |   |    |    |     |                 |        |        |      |
| III                                                                                                 | Klasa B / Klasa A                                                                | 1      |       |   |   |   |    |    |     | 1927            | 0      | 1      |      |
| IV                                                                                                  | III liga / Klasa C / Klasa B                                                     | 3      |       |   |   |   |    |    |     | 1925–1926, 1928 | 1      | 0      |      |
| | Puchar Polski                                                                    | 0      |       |   |   |   |    |    |     |                 |        |        |      |
| Polska                                                                                              | Bilans występów klubu w rozgrywkach piłkarskich Polski (Stan na 31 maja 2025 r.) |        |       |   |   |   |    |    |     |                 |        |        |      |

## Struktura klubu

### Stadion
Drużyna rozgrywała swoje mecze domowe we Lwowie na stadionie Pogoni Lwów lub na stadionie Czarnych Lwów na Bednarówce.

## Kibice i rywalizacja z innymi klubami

### Derby
| - LKS Lechia Lwów - I. WCKS Czarni Lwów - LKS Pogoń Lwów - ŻKS Hasmonea Lwów - LKS Sparta Lwów - ST Ukraina Lwów - Sokół Macierz Lwów - RKS Lwów - AZS Lwów - DS Drugi Sokół Lwów - LKS Świteź Lwów - DKS Lwów - KSZS Strzelec Lwów - SKS Biali Lwów - ŻKS Jutrzenka Lwów | - ŻKS Makkabi Lwów - ŻRKS Metal Lwów - KS Kresovia Lwów - SK VIS Lwów - LKS MZE Lwowianka Lwów - RKS ZZK Lwów - KS Biały Orzeł Lwów - WKS 6 plotn. Lwów - KSDL Grafika Lwów - TSL Lwów - ŻKS Rekord Lwów - LKS Imperator Lwów - KSZL Legion Lwów - ŻRKS Placówka Lwów - LKS Zenit Lwów |